# Скрышевский, Валерий Антонович
}}
Вале́рий Анто́нович Скрыше́вский (8 декабря 1955, Киев) — украинский физик и педагог. Доктор физико-математических наук (2001). Профессор (2006-2007). Заведующий кафедрой нанофизики конденсированных сред Института высоких технологий Киевского национального университета имени Тараса Шевченко (с 2009 года).

## Биографические сведения
Родился 8 декабря 1955 в Киеве.
Владеет украинским, русским, английским, французским языками.

## Образование
- Киевский университет имени Тараса Шевченко, Физический факультет (1973—1978), диплом с отличием;
- аспирант Киевского университета имени Тараса Шевченко (Киев, 1978—1981); кандидатская диссертация «Оптические свойства некоторых примесей и дефектов структуры в GaAs» (1987) (научные руководители — проф. Новиков М. М., проф. Вакуленко А. В.);
- докторская диссертация «Генерационно-рекомбинационные процессы в гетероструктурах с тонкими слоями пористого кремния и оксида кремния» (2001).

## Научно-педагогическая карьера
- 1981–1986 — младший научный сотрудник
- 1986—1988 — научный сотрудник
- 1988—1992 — старший научный сотрудник
- 1992—1999 — заведующий сектором
- 1999—2000 — заведующий Проблемной лабораторией
- 2000—2002 — доцент
- с 2002 — профессор кафедры полупроводниковой электроники
- с 2009 — заведующий кафедрой нанофизики конденсированных сред Института высоких технологий

## Семья
- отец Скрышевский Антон Францевич (1913 — 1987) — профессор Киевского университета имени Тараса Шевченко
- мать Скрышевская Евгения Павловна (1924 — 2010) — медицинский работник
- жена Мария Гавриловна (род.1956) — начальник отдела, заместитель директора департамента Государственного агентства по вопросам науки, инноваций и информатизации
- дочь Ирина Валерьевна (род. 1981) — PhD, Postdoctoral research scientist, Flander Institute for Biotechnology, Leuven, Belgium
- сын Руслан Валерьевич (род. 1986)- инженер-консультант

## Научные труды
Автор более 250 научных и научно-методических опубликованных работ. Среди них 5 авторских свидетельств и патентов на изобретения, 3 монографии и учебное пособие:
- В. А. Скрышевский, В. П. Толстой, Инфракрасная спектроскопия полупроводниковых структур, Киев, Лыбидь, 1991, 187 с.
- V.P.Tolstoy, I.V.Chernyshova, V.A.Skryshevsky, Handbook of Infrared Spectroscopy of Ultrathin Films, Wiley, New York, 2003, 710 р.
- В. А. Скришевський, Фізичні основи напівпровідникових хімічних сенсорів, Київ, ВПЦ Київський університет, 2006, 190 с.
- Оксанич А. П., Волохов С. О., Тербан В.А, Клюй М. І., Скришевський В. А., Костильов В. П., Макаров А. В., «Сучасні технології виробництва кремнію та кремнієвих фотоелектричних перетворювачів сонячної енергії» , Мінерал, 2010, 266 с.

## Научные достижения и основные направления научных исследований
- неравновесные процессы в многослойных полупроводниковых гетероструктурах, физико-химические свойства наноструктурированных полупроводников
- разработка полупроводниковых сенсоров (химических, радиационных, биологических), солнечных элементов и других функциональных приборов электроники на основе нанокристаллического кремния, которые были начаты заведующими кафедры физики полупроводников В. И. Стрихой и В. В. Третьяком.
- разработаны кремниевые солнечные элементы с диффузионно-рассеивающими слоями пористого кремния
- предложены и усовершенствованы оптические и фотоэлектрические методы исследования структурно-химических неоднородностей в полупроводниковых гетеропереходах
- создана теория действия и экспериментально исследованы химические сенсоры на основе гетероструктур с тонкими слоями пористого кремния для детекции водорода, влаги, водородно-углеродных соединений.
- создан новый тип счётчиков воды и тепла, твердые накопители водорода на основе нанопористого кремния для питания маломощной бытовой аппаратуры.

## Научная и общественная деятельность
- Научный руководитель международных грантов (ИНТАС, НАТО, УНТЦ, Горизонт 2020) и проектов Министерства образования и науки Украины.
- Член секции радиоэлектроники Комитета по Госпремиям Украины в области науки и техники
- Учёный секретарь Научно-координационного совета Государственной целевой научно-технической программы «Нанотехнологии и наноматериалы»
- Учёный секретарь Объединённого научно-технического совета Программы развития сотрудничества в области нанотехнологий между МОН Украины и Федеральное агентство по науке и инновациям Российской Федерации
- член Научного Совета по проблеме «Физика полупроводников и полупроводниковые устройства» при ВФА НАН Украины
- член редакционной коллегии «Вестника Киевского университета, серия радиофизика и электроника» и «Вестника Киевского университета, серия физико-математические науки»
- член спецсоветов Д 26.001.31 и Д 26.199.02 по защите докторских диссертаций при Киевском университете и Институте физики полупроводников им. В. Е. Лашкарёва НАНУ
- член оргкомитетов международных конференций по прикладной физике и электронике
- Неоднократно был официальным оппонентом по защите докторских и кандидатских диссертаций, членом жюри по защите PhD диссертаций в Политехническом институте (Лион, Франция) и Эколь Централь (Лион, Франция)
- действительный член Американского Нано Общества
- Член Государственной экзаменационной комиссии радиофизического факультета

## Преподавательская деятельность
Преподаёт лекционные курсы «Физические принципы сенсорики», «Оптические и фотоэлектрические явления», «Функциональная оптоэлектроника», «Полупроводниковые сенсоры», "Возобновляемые источники энергии" для студентов радиофизического факультета и Института высоких технологий. Читал лекции в университетах Германии, Франции, Испании, Великобритании, Словакии. Неоднократно работал приглашённым профессором в Ecole Centrale и INSA (Лион, Франция), Technical University (Мюнхен, Германия) и Hahn-Meitner Institute (Берлин, Германия).

## Ученики
Подготовил 9 кандидатов наук.

## Государственные награды
- Государственная премия Украины в области науки и техники 2012 года — за работу «Ключевые технологии производства кремниевых солнечных элементов и энергетических систем на их основе» (в составе коллектива)[1].
- Заслуженный деятель науки и техники Украины [2]
- Орден «За заслуги» III степени (2024)[2]